# Филмор (клуб)
Вижте пояснителната страница за други значения на Филмор.
Филмор (на английски: The Fillmore) е музикален клуб в Сан Франциско, щата Калифорния, САЩ.
Създаден е в началото на 1960-те години и е популяризиран от Бил Греъм – организатор на мероприятия в клуба. Намира се на пресечката на ул. „Филмор“ и бул. „Гийри“. Има капацитет от около 1250 души.
От „Филмор“ водят началото си някои групи като „Грейтфул Дед“, „Куиксилвър Месинджър Сървис“, „Джеферсън Еърплейн“ и Джанис Джоплин. През пънк годините във „Филмор“ са свирили групи като Дед Кенедис, Блек Флаг, Бед Брейнс, Флипър и други.